# 多夫傑 (捷列博夫利亞區)
49°13′13″N 25°43′20″E / 49.22028°N 25.72222°E
多夫傑（烏克蘭語：Довге）是位於烏克蘭西部特諾皮爾州裏特諾皮爾區的村莊，始建於1555年，面積1.85平方公里，2003年人口761，人口密度每平方公里410.9人。